# Tom Payne (actor)
Thomas Payne (Chelmsford, Inglaterra; 21 de diciembre de 1982), más conocido como Tom Payne, es un actor británico conocido por haber interpretado a Rob en la adaptación cinematográfica de la novela de Noah Gordon, El médico, a Jesús en la serie televisiva The Walking Dead, a Brett Aspinall en la serie televisiva Waterloo Road y a Malcolm Bright en la serie de televisión Prodigal Son.

## Biografía
Tom nació en Chelmsford, Essex, pero se crio en Bath, Somerset, donde asistió al King Edward's School y participó activamente en el departamento de teatro del centro.
Asistió al Central School of Speech and Drama donde se graduó en junio de 2005.
En enero de 2007 apareció en Waterloo Road, serie de la BBC que le empujó a la fama, donde interpretaba a un personaje de 17 años, teniendo él 24. Estuvo en la serie hasta el final de la siguiente temporada en marzo de 2008, tras lo cual se anunció que ya no volvería en la próxima en enero de 2009.
En 2007, lo nombraron como una de las estrellas televisivas del mañana
Hizo la prueba para interpretar a Hannibal Lecter en Hannibal Rising.
En 2009 interpretó a George Best en Best: His mother's son, una película de la BBC sobre un jugador de fútbol legendario. Y ese mismo año aparecería también en Marple: They do it with mirrors y Wuthering Heights.
En marzo de 2010 anunciaron que se uniría al reparto de Luck, una nueva serie de HBO dirigida por Michael Mann y escrita por David Milch que ya contaba con Dustin Hoffman y Nick Nolte en el reparto. Tom interpretó a Cajun Jockey.
En 2012, protagonizó El médico, filme basado en la novela homónima de Noah Gordon, junto a los conocidos y afamados Stellan Skarsgård y Ben Kingsley.
En 2016 ha sido incluido en The Walking Dead, como Paul "Jesus" Rovia.
Su último trabajo ha sido en la serie Prodigal Son en la que interpreta al protagonista Malcolm Bright.

### Vida personal
Comenzó a salir con la cantante Jennifer Åkerman a finales de 2013. Se casaron en diciembre de 2020 después de posponer su boda debido al COVID-19. Su primer hijo, Harrison Magnus Austin Payne, nació el 5 de enero de 2022. Le dieron la bienvenida a gemelas el 1 de abril de 2024.
Su hermano pequeño, Will Payne, también es actor.

## Filmografía

### Cine
| Año  | Título                                 | Personaje     |
| ---- | -------------------------------------- | ------------- |
| 2008 | Un gran día para ellas                 | Phill Goldman |
| 2011 | The Task                               | Stanton       |
| 2012 | Inheritance                            | Matthew       |
| 2012 | My Funny Valentine                     | Zander        |
| 2013 | El Médico                              | Rob Cole      |
| 2015 | Winter                                 | Tom           |
| 2015 | Mind Gamers (DxM)                      | Jaxon         |
| 2019 | IO                                     | Elon          |
| 2024 | Horizon: An American Saga - Capítulo 1 | Hugh Proctor  |

### Televisión
| Año       | Título                                    | Personaje               | Notas                      |
| --------- | ----------------------------------------- | ----------------------- | -------------------------- |
| 2006      | Casualty                                  | Toby Tyler              | 1 episodio                 |
| 2007-2008 | Waterloo Road                             | Brett Aspinall          | En 32 episodios            |
| 2007      | Skins                                     | Spencer                 | 1 episodio                 |
| 2007      | Miss Marie Lloyd, queen of the music hall | Bernard Dillon          | película televisiva        |
| 2008      | He kills Coppers                          | Jonny Taylor            | película televisiva        |
| 2009      | Best: His mother's son                    | George Best             | película televisiva        |
| 2009      | Wuthering heights                         | Linton Heathcliff       | 2 episodios                |
| 2009      | Beautiful people                          | Mr Carr                 | 1 episodio                 |
| 2010      | Marple: They do it with mirrors           | Edgar Lawson            | 1 episodio                 |
| 2011-2012 | Luck                                      | Leon "Bug Boy" Micheaux | En 9 episodios             |
| 2015      | New world                                 | Monmouth                | Miniserie (En 3 episodios) |
| 2016-2019 | The Walking Dead                          | Paul "Jesús" Rovia      | 25 episodios               |
| 2016      | The Walking Dead: The Journey So Far      | Paul "Jesús" Rovia      | Gracias especiales         |
| 2018      | Fear the Walking Dead                     | Paul "Jesús" Rovia      | 1 episodio                 |
| 2019      | Prodigal Son                              | Malcolm Bright          | 20 episodios               |

### Teatro
- Shrieks of Laughter - en Soho Theatre, Londres (2006)
- Journey's End - en New Ambassadors Theatre, Londres (2005-2006)

### Cortos
- Still young (2012) - Edward
- Genaration perdue (2011) - Toby Perdue
- Into the Rose-Garden (2009) - Sam